# Гулиев, Чермен Казбекович
Чермен Казбекович Гулиев (род. 1952) — первый заслуженный мастер спорта России по радиоспорту. Его радиолюбительский позывной — UA3BL. 

## Вехи биографии
- На коллективке UK3QAE (ВПИ) с 1969 года.
- Воронежский политехнический институт (кафедра РК) 1974 г. Инженер-конструктор-технолог радиоаппаратуры.
- С 1975 года в РВСН (Москва), майор запаса, на пенсии с 1998 года.
- С 1998 по 2002 гг директор Московского городского спортивно-технического радиоклуба.
- Московский государственный лингвистический университет (МГЛУ) 2005 г.
- Столичный институт переводчиков (СИП) 2010 г. Лингвист,преподаватель "Теория и методика преподавания иностранных языков и культур".

## Спортивные достижения
В радиоспорте с 1970 года. В составе сборной команды страны по спортивной радиопеленгации (СРП) с 1975 года, участник всех (19) Чемпионатов мира ИАРУ по СРП. Почётный радист. 
- Мастер спорта СССР по радиоспорту с 1974 года.
- Мастер спорта СССР международного класса с 1980 года.
- Первый заслуженный мастер спорта России по спортивной радиопеленгации с 1995 года.
- 25-кратный Чемпион мира ИАРУ по спортивной радиопеленгации в личных и командных зачетах.
- Последняя золотая медаль завоевана в Болгарии на 23 Чемпионате Европы ИАРУ в сентябре 2021 года.
- Рекордсмен СССР — 17 золотых медалей в личном зачёте, многократный чемпион России, 13-кратный чемпион Вооружённых Сил.